# Stu Ault
Pour les articles homonymes, voir Ault.
Stuart Ault, né le 17 décembre 1981, est un joueur de rugby à XV, qui joue avec l'équipe du Canada évoluant au poste de deuxième ligne (1,99 m pour 105 kg).

## Carrière

### En club
- Ottawa Irish Rugby Club  Canada

### En équipe nationale
Il a eu sa première cape internationale le 17 novembre 2006, à l’occasion d’un match contre l'équipe du Pays de Galles.

## Palmarès
- 7 sélections avec l'équipe du Canada
- Sélections par année : 2 en 2006, 2 en 2008, 3 en 2009